# 진안제일고등학교
진안제일고등학교(鎭安第一高等學校)는 대한민국 전북특별자치도 진안군 진안읍 군하리에 있는 공립 고등학교이다.

## 학교 연혁
- 1981년 1월 15일 : 진안여자고등학교로 설립 인가(9학급)
- 1992년 3월 1일 : 진안제일고등학교로 교명 변경 및 교사 환치
- 2003년 9월 1일 : 인문계열(6학급) 인가
- 2023년 3월 1일 : 제17대 최대원 교장 부임
- 2024년 2월 7일 : 제41회 36명 졸업(총 3,590명)

## 참고 자료
- 진안제일고등학교 - 한국교육학술정보원 학교알리미